# Djursholms stad
Djursholms stad var en stad och kommun i Stockholms län.

## Administrativ historik
Staden bildades den 1 januari 1914 (enligt beslut den 13 juni 1913) genom en ombildning av Djursholms köping som 1901 brutits ut ur Danderyds landskommun. Den nya staden hade 3 947 invånare den 31 december 1913.
Den 1 januari 1915 (enligt beslut den 24 juli 1914) överfördes till Djursholms stad och Danderyds landskommun lägenheten Djursholms villastad nr 17 omfattande en areal av 0,11 km².
Den 1 januari 1936 (enligt beslut den 30 mars 1935) överfördes i kommunalt hänseende och i avseende på fastighetsredovisningen från Danderyds landskommun och Danderyds socken till Djursholms stad vissa områden (huvudsakligen de icke redan i Djursholms stad ingående delarna av Svalnäs gård och en mindre del av Berga gård) med 63 invånare och omfattande en areal av 1,87 km², varav allt land.
Den 1 januari 1967 inkorporerades Stocksunds köping med 4 961 invånare.
Den 1 januari 1970 överfördes till Djursholms stad och Danderyds församling från Lidingö stad och Lidingö församling ett område med 37 invånare och omfattande en areal av 0,37 km², varav allt land.
Genom kommunreformen den 1 januari 1971 upplöstes staden (med 12 517 invånare) och den uppgick i Danderyds kommun.

### Judiciell tillhörighet
I likhet med andra under 1900-talet inrättade stadskommuner fick staden inte egen jurisdiktion utan tillhörde Södra Roslags domsaga och Södra Roslags domsagas tingslag.

### Kyrklig tillhörighet
I kyrkligt hänseende tillhörde Djursholms stad tillsammans med Danderyds och Stocksunds köpingar Danderyds församling.

## Stadsvapen
Blasonering: I rött fält en sinistervänd spets av silver, och däröver en ginstam av silver belagd med tre röda rosor.
Vapnet fastställdes år 1916.

## Befolkningsutveckling
| Befolkningsutvecklingen i Djursholms stad 1915–1970 | Befolkningsutvecklingen i Djursholms stad 1915–1970 | Befolkningsutvecklingen i Djursholms stad 1915–1970 | Befolkningsutvecklingen i Djursholms stad 1915–1970 | Befolkningsutvecklingen i Djursholms stad 1915–1970 |
| --- | --------------------------------------------------- | --------------------------------------------------- | --------------------------------------------------- | --------------------------------------------------- |
| |                                                     |                                                     |                                                     |                                                     |
| År |                                                     |                                                     | Folkmängd                                           |                                                     |
| 1915 | 1915                                                |                                                     | 3 997                                               |                                                     |
| 1920 | 1920                                                |                                                     | 4 746                                               |                                                     |
| 1925 | 1925                                                |                                                     | 5 708                                               |                                                     |
| 1930 | 1930                                                |                                                     | 6 221                                               |                                                     |
| 1935 | 1935                                                |                                                     | 6 347                                               |                                                     |
| 1940 | 1940                                                |                                                     | 6 139                                               |                                                     |
| 1945 | 1945                                                |                                                     | 6 679                                               |                                                     |
| 1950 | 1950                                                |                                                     | 7 369                                               |                                                     |
| 1955 | 1955                                                |                                                     | 7 770                                               |                                                     |
| 1960 | 1960                                                |                                                     | 7 436                                               |                                                     |
| 1965 | 1965                                                |                                                     | 7 710                                               |                                                     |
| 1970 | 1970                                                |                                                     | 12 517                                              |                                                     |
| Anm: För åren 1915 och 1925: kyrkobokförd befolkning den 31 december enligt administrativa indelningen den 1 januari följande år. För åren 1920 samt 1930-1945: befolkning enligt folkräkning 31 december enligt den administrativa indelningen den 1 januari följande år. 1950 avser befolkning enligt folkräkning den 31 december enligt den administrativa indelningen den 1 januari 1952. 1955 avser den kyrkobokförda befolkningen den 31 december enligt den administrativa indelningen den 1 januari följande år. 1960 & 1965 avser befolkning enligt folkräkning den 1 november enligt den administrativa indelningen den 1 januari följande år. 1970 avser befolkningen den 31 december 1970 i det område som staden omfattade när den blev del av Danderyds kommun 1 januari 1971. |                                                     |                                                     |                                                     |                                                     |

## Geografi
Djursholms stad omfattade den 1 januari 1921 en areal av 8,44 km², varav 8,25 km² land, och den 1 januari 1952 en areal av 10,31 km², varav 10,12 km² land. Efter nymätningar och arealberäkningar färdiga den 1 januari 1955 omfattade staden den 1 januari 1961 en areal av 10,54 km², varav 10,44 km² land.

### Tätorter i staden 1960
I Djursholms stad fanns del av tätorten Stockholm, som hade 7 436 invånare i staden den 1 november 1960. Tätortsgraden i staden var då 100,0 procent.

## Politik

### Mandatfördelning i valen 1919–1966
| 8 | 5 | 12 |

| 20 | 5 |

| 7 | 5 | 13 |

| 21 | 4 |

| 6 | 3 | 16 |

| 21 | 4 |

| 7 | 2 | 16 |

| 22 |

| 7 |  |  | 16 |

| 22 |

| 7 | 2 | 16 |

| 22 |

| 8 | 4 | 13 |

| 20 | 5 |

| 7 | 3 | 15 |

| 19 | 6 |

| 6 | 5 | 14 |

| 20 | 5 |

| 6 | 6 | 13 |

| 21 | 4 |

| 5 | 6 | 14 |

| 19 | 6 |

| 5 | 3 | 17 |

| 21 | 4 |

| 5 | 4 | 16 |

| 20 | 5 |

| 6 |  | 7 | 21 |

| 28 | 7 |